# Altamira, San Juan Bautista Tuxtepec
Altamira är en ort i Mexiko.   Den ligger i kommunen San Juan Bautista Tuxtepec och delstaten Oaxaca, i den sydöstra delen av landet, 400 km öster om huvudstaden Mexico City. Altamira ligger 23 meter över havet och antalet invånare är 166.
Terrängen runt Altamira är platt. Runt Altamira är det ganska tätbefolkat, med 86 invånare per kvadratkilometer. Närmaste större samhälle är Tuxtepec, 15,7 km väster om Altamira. Omgivningarna runt Altamira är en mosaik av jordbruksmark och naturlig växtlighet.